# Panegyricus
Een Panegyricus of panegyriek (Oudgrieks: πανηγυρικός) is een formele publieke toespraak uitgesproken ter meerdere eer en glorie van een persoon of object, in het algemeen een vergaand bestudeerde en onderscheidende eulogie, gespeend van elke kritiek. Het is afgeleid van het Grieks, waar het een toespraak "geschikt voor een algemene vergadering" betekent. In Athene werden zulke toespraken gehouden ter gelegenheid van nationale festivals of spelen, met de bedoeling om de burgers te prikkelen om de glorieuze daden van hun voorvaderen te evenaren.
De bekendste panegyrici zijn de Olympiacus van Gorgias, de Olympiacus van Lysias en de Panegyricus en Panathenaicus (geen van beide echter ooit voorgedragen) van Isocrates (wiens eerste panegyricus zijn naam gaf aan alle panegyrici). Grafredes, zoals de beroemde speech in de mond van Pericles gelegd door Thucydides, namen ook vaak de vorm aan van een panegyricus.
De Romeinen beperkten de panegyrici tot de levenden, en reserveerden de grafredes exclusief voor de doden. Het meest gevierde voorbeeld van een Latijnse panegyricus is degene die voorgedragen is door Plinius de jongere (100 n.Chr.) in de Senaat ter gelegenheid van zijn acceptatie van het consulschap, bevattende een enigszins overdreven eulogie van Trajanus.
Tegen het einde van de 3e eeuw en gedurende de 4e eeuw, als gevolg van de oriëntalisatie van het Keizerlijke hof door Diocletianus, werd het gebruikelijk om de bovenmenselijke deugden en prestaties van de heersende keizer te verheerlijken, in een formeel opgezet literair festijn. De goed uitgesproken, elegante en grappige panegyricus was een gelegenheid voor een geschoolde maar onervaren jonge man om zich te profileren als redenaar in een competitieve sfeer.
Cassiodorus, de hoveling en magister van Theodorik de Grote en zijn opvolgers, heeft een boek van panegyrici nagelaten, zijn Laudes. Als zijn biograaf heeft O'Donnell over dit genre gezegd: "Het was te verwachten dat de lofrede vervat in een toespraak excessief zou zijn; het intellectuele pointe van de exercitie (en meest waarschijnlijk een belangrijk criterium in de beoordeling ervan) was om te zien hoe excessief de lofrede gemaakt kon worden, onderwijl binnen de grenzen van decorum en terughoudendheid blijvend, hoe veel hoge lof gemaakt kon worden gelijkend op de benijdenswaardige getuigenis van eenvoudige eerlijkheid."